# تپه اقبلاغ
تپه اقبلاغ مربوط به دوران پیش از تاریخ ایران باستان - دوران‌های تاریخی پس از اسلام است و در شهرستان بهار، بخش لالجین، روستای آقبلاغ لنگاه واقع شده و این اثر در تاریخ ۲۴ فروردین ۱۳۸۲ با شمارهٔ ثبت ۸۰۸۶ به‌عنوان یکی از آثار ملی ایران به ثبت رسیده است.